# 全叶马先蒿全缘亚种
全叶马先蒿全缘亚种（学名：Pedicularis integrifolia sp. integerrima）为玄参科马先蒿属下的一个亚种。

## 扩展阅读
- 維基物種上的相關：全叶马先蒿全缘亚种